# Bohumil Tejchman
Bohumil Tejchman (29. září 1909 – ???) byl český a československý politik Komunistické strany Československa a poúnorový poslanec Národního shromáždění ČSR.

## Biografie
Za války se účastnil na odboji.
Ve volbách roku 1948 byl zvolen do Národního shromáždění za KSČ ve volebním kraji České Budějovice. V parlamentu zasedal do konce funkčního období, tedy do voleb roku 1954.
V pramenech z té doby je uváděn Bohumil Tejchman, který v roce 1945 coby odborový tajemník hovořil na manifestaci v Písku a byl toho roku zvolen do krajské rady KSČ za Písecko. Kandidoval za KSČ již ve volbách roku 1946. Během únorového převratu byl členem Krajského Akčního výboru Národní fronty. Ve volbách v roce 1948 je profesně evidován jako ředitel učiliště v Českých Budějovicích, kandidující formálně za ROH. V roce 1948 se uvádí jako tajemník krajské odborové rady, bytem České Budějovice. V roce 1946 ještě bydlel v Písku.